# Иден Вали (Минесота)
Иден Вали (енгл. Eden Valley) град је у америчкој савезној држави Минесота.

## Демографија
По попису из 2010. године број становника је 1.042, што је 176 (20,3%) становника више него 2000. године.
| Група             | 2000.       | 2010.       |
| Белци             | 835 (96,4%) | 987 (94,7%) |
| Афроамериканци    | 6 (0,7%)    | 4 (0,4%)    |
| Азијати           | 5 (0,6%)    | 1 (0,1%)    |
| Хиспаноамериканци | 17 (2,0%)   | 33 (3,2%)   |
| Укупно            | 866         | 1.042       |